# Pseudolasius familiaris
Pseudolasius familiaris é uma espécie de formiga do gênero Pseudolasius, pertencente à subfamília Formicinae.